# Copa Desafio AFC/OFC 2001
La Copa Desafío AFC/OFC 2001 fue la primera edición oficial de este torneo intercontinental de selecciones nacionales. Enfrentó al campeón de la Copa Asiática 2000 y al campeón de la Copa de las Naciones de la OFC 2000.

## Selecciones clasificadas
| AFC (Ásia)    |  | Japón     |  | Campeón de la Copa Asiática (2000)                  |
| OFC (Oceanía) |  | Australia |  | Campeón de la Copa de las Naciones de la OFC (2000) |

## Desarrollo
Tras la desaparición de la Copa de Naciones Afroasiáticas debido a problemas entre la AFC y la CAF, se creó este torneo en su reemplazo siendo la edición de 2001 la primera en celebrarse. Los participantes serían Japón y Australia, ganadores de los torneos continentales en el año 2000.
Japón se quedaría con el título tras derrotar sin mayores problemas a Australia por 3 a 0 con goles de Atsushi Yanagisawa, Toshihiro Hattori y Masashi Nakayama.

## Final
| 1          | POR        | Yoshikatsu Kawaguchi |     |
| -          | DEF        | Toshihiro Hattori    |     |
| -          | DEF        | Ryuzo Morioka        |     |
| -          | DEF        | Yasuhiro Hato        | 72' |
| -          | DEF        | Naoki Matsuda        |     |
| -          | MED        | Hiroaki Morishima    | 82' |
| -          | MED        | Koji Nakata          |     |
| -          | MED        | Teruyoshi Ito        |     |
| -          | MED        | Kazuyuki Toda        |     |
| -          | DEL        | Takayuki Suzuki      |     |
| -          | DEL        | Atsushi Yanagisawa   | 65' |
| Entrenador | Entrenador | Philippe Troussier   |     |

| 1          | POR        | Jason Petkovic     |     |
| -          | DEF        | Fausto De Amicis   |     |
| -          | DEF        | Stephen Laybutt    | 61' |
| -          | DEF        | Steve Horvat       |     |
| -          | DEF        | Luke Casserly      |     |
| -          | MED        | Steve Corica       |     |
| -          | MED        | Mark Robertson     | 46' |
| -          | MED        | Kasey Wehrman      |     |
| -          | MED        | Scott Chipperfield |     |
| -          | DEL        | David Zrilic       |     |
| -          | DEL        | John Aloisi        | 69' |
| Entrenador | Entrenador | Frank Farina       |     |

| - | MED | Masashi Nakayama | 65' |
| - | MED | Tomokazu Myojin  | 72' |
| - | DEL | Daisuke Oku      | 82' |

| - | MED | Con Boutsianis  | 46' |
| - | DEF | Angelo Costanzo | 61' |
| - | DEL | Sasho Petrovski | 69' |

| Anotado | 19' | A. Yanagisawa     | 1 - 0 |
| Anotado | 53' | T. Hattori        | 2 - 0 |
| Anotado | 66' | M. Nayakama (pen) | 3 - 0 |

| Amonestado | R. Morioka |  |

| Árbitro | Zhang Jianjun |
|         |               |
|         |               |

| 1          | POR        | Yoshikatsu Kawaguchi |     |
| -          | DEF        | Toshihiro Hattori    |     |
| -          | DEF        | Ryuzo Morioka        |     |
| -          | DEF        | Yasuhiro Hato        | 72' |
| -          | DEF        | Naoki Matsuda        |     |
| -          | MED        | Hiroaki Morishima    | 82' |
| -          | MED        | Koji Nakata          |     |
| -          | MED        | Teruyoshi Ito        |     |
| -          | MED        | Kazuyuki Toda        |     |
| -          | DEL        | Takayuki Suzuki      |     |
| -          | DEL        | Atsushi Yanagisawa   | 65' |
| Entrenador | Entrenador | Philippe Troussier   |     |

| 1          | POR        | Jason Petkovic     |     |
| -          | DEF        | Fausto De Amicis   |     |
| -          | DEF        | Stephen Laybutt    | 61' |
| -          | DEF        | Steve Horvat       |     |
| -          | DEF        | Luke Casserly      |     |
| -          | MED        | Steve Corica       |     |
| -          | MED        | Mark Robertson     | 46' |
| -          | MED        | Kasey Wehrman      |     |
| -          | MED        | Scott Chipperfield |     |
| -          | DEL        | David Zrilic       |     |
| -          | DEL        | John Aloisi        | 69' |
| Entrenador | Entrenador | Frank Farina       |     |

| - | MED | Masashi Nakayama | 65' |
| - | MED | Tomokazu Myojin  | 72' |
| - | DEL | Daisuke Oku      | 82' |

| - | MED | Con Boutsianis  | 46' |
| - | DEF | Angelo Costanzo | 61' |
| - | DEL | Sasho Petrovski | 69' |

| Anotado | 19' | A. Yanagisawa     | 1 - 0 |
| Anotado | 53' | T. Hattori        | 2 - 0 |
| Anotado | 66' | M. Nayakama (pen) | 3 - 0 |

| Amonestado | R. Morioka |  |

| Árbitro | Zhang Jianjun |
|         |               |
|         |               |

|                          |
| Bandera de Japón         |
| Campeón Japón 1.o título |